# 国民体育大会山岳競技
国民スポーツ大会山岳競技（こくみんたいいくたいかいさんがくきょうぎ）は、毎年の国民スポーツ大会で実施される正式競技の一つである。垂直以上の傾斜をもつクライミング人工壁において、重力に対抗して自己の力のみで自分の身体を引き上げてゆく動作を行い、その獲得高度や登攀課題数を競う。大会は日本山岳・スポーツクライミング協会（旧称日本山岳協会）が管轄する。

## 概要
国体ではリード競技とボルダリング競技(いずれもフリークライミングの一種)の2種目を実施。
基本的には国際スポーツクライミング連盟(IFSC)が策定したスポーツクライミングに関する国際規則（フリークライミング#競技会参照）に従って競技を行う。ただし、両種目とも2名1チームで競技に入ること、ボルダリング種目では競技中でも両選手や監督が相談してよいこと、最終順位はあくまでチーム毎につけられること、準決勝ラウンドがない（予選上位8チームが決勝進出）ことなど、大きく異なる点もある。

## 歴史
第2回より競技として採用。なお、第1回では登山写真展を開催していた。
第35回（栃の葉国体、1980年、栃木県）から、都道府県の天皇杯得点が得られる正式競技となった。
かつては登攀種目の他に踏査種目（荷重を背負った状態で行うチーム制オリエンテーリング）や縦走種目（リュックサックに荷重を背負い、標高差の大きい自然の山岳の登山道をトレイルランする過酷なタイムレース）も実施していたが、第57回(2002年、高知県)には少年種別でも踏査が廃止され縦走とクライミング（登攀から改名）種目のみとなり、さらに第63回（2008年、大分県）には縦走が廃止されボルダリングが新たに取り入れられた結果、前述のようにフリークライミングに属する種目のみとなった。
かつての縦走種目で活躍した選手の中には、鏑木毅など現在でも著名なトレイルランナーとして知られている者もいる。また、近年クライミング関係の種目には野口啓代・小林由佳・安間佐千・松島暁人・茂垣敬太などの世界的に評価が高い選手も多く登場するようになった。

## 歴代優勝チーム
日本山岳協会発行「国体山岳競技概史」および同協会ＷＷＷ掲載公式記録による。
| 年度                      | 山岳競技開催地 | 天皇杯（男女総合） | 皇后杯（女子総合） |
| ------------------------- | -------------- | ------------------ | ------------------ |
| 1980年 栃の葉国体         | 栃木県         | 栃木県             | 栃木県             |
| 1981年 びわこ国体         | 滋賀県         | 滋賀県             | 滋賀県             |
| 1982年 くにびき国体       | 島根県         | 島根県             | 島根県             |
| 1983年 あかぎ国体         | 群馬県         | 群馬県             | 群馬県             |
| 1984年 わかくさ国体       | 奈良県         | 奈良県             | 奈良県             |
| 1985年 わかとり国体       | 鳥取県         | 鳥取県             | 鳥取県             |
| 1986年 かいじ国体         | 山梨県         | 山梨県             | 山梨県             |
| 1987年 海邦国体           | 沖縄県         | （中止）           | （中止）           |
| 1988年 京都国体           | 京都府         | 京都府             | 京都府             |
| 1989年 はまなす国体       | 北海道         | 北海道             | 北海道             |
| 1990年 とびうめ国体       | 福岡県         | 福岡県             | 山口県・福岡県     |
| 1991年 石川国体           | 石川県         | 石川県             | 石川県             |
| 1992年 べにばな国体       | 山形県         | 山形県             | 山形県             |
| 1993年 東四国国体         | 徳島県         | 徳島県             | 徳島県             |
| 1994年 わかしゃち国体     | 愛知県         | 愛知県             | 愛知県             |
| 1995年 ふくしま国体       | 福島県         | 福島県             | 福島県             |
| 1996年 ひろしま国体       | 広島県         | 広島県             | 広島県             |
| 1997年 なみはや国体       | 大阪府         | 広島県             | 京都府             |
| 1998年 かながわ・ゆめ国体 | 神奈川県       | 神奈川県           | 神奈川県           |
| 1999年 くまもと未来国体   | 熊本県         | 熊本県             | 熊本県             |
| 2000年 2000年とやま国体   | 富山県         | 富山県             | 富山県             |
| 2001年 新世紀・みやぎ国体 | 宮城県         | 宮城県             | 宮城県             |

| 年度＼種目                  | 天皇杯         | 皇后杯                 | 縦走                   | 縦走                   | 縦走                 | 縦走                 | クライミング         | クライミング         | クライミング           | クライミング           |
| --------------------------- | -------------- | ---------------------- | ---------------------- | ---------------------- | -------------------- | -------------------- | -------------------- | -------------------- | ---------------------- | ---------------------- |
| 年度＼種目                  | 天皇杯         | 皇后杯                 | 成年男子               | 成年女子               | 少年男子             | 少年女子             | 成年男子             | 成年女子             | 少年男子               | 少年女子               |
| 2002年 よさこい高知国体     | 山口県         | 京都府                 | 神奈川県（富田・細野） | 広島県（大畠・山本）   | 鳥取県（佐藤・奥田） | 京都府（西谷・八木） | 千葉県（茂垣・菅谷） | 東京都（浜部・武沢） | 埼玉県（島村・小澤）   | 千葉県（杉浦・目次）   |
| 2003年 NEW！！わかふじ国体  | 静岡県         | 静岡県                 | 福島県（渡辺・真舩）   | 岡山県（桐竹・内田）   | 新潟県（若井・樋口） | 鳥取県（小川・大塚） | 千葉県（茂垣・菅谷） | 静岡県（南裏・西島） | 京都府（佐々木・奥井） | 茨城県（小林・小林）   |
| 2004年 彩の国まごころ国体   | 埼玉県         | 埼玉県                 | 群馬県（鏑木・松本）   | 京都府（宮内・番場）   | 長崎県（鬼塚・久原） | 鳥取県（大塚・廣芳） | 千葉県（茂垣・菅谷） | 埼玉県（木村・渋谷） | 埼玉県（島村・坂田）   | 北海道（田部・萩原）   |
| 2005年 晴れの国おかやま国体 | 岡山県         | 京都府                 | 香川県（荒川・千代森） | 岡山県（大利・内田）   | 岡山県（明石・黒石） | 鳥取県（廣芳・河本） | 千葉県（渡辺・茂垣） | 京都府（福西・上中） | 京都府（佐々木・清水） | 京都府（木田・梶山）   |
| 2006年 のじぎく兵庫国体     | 兵庫県         | 千葉県・兵庫県・高知県 | 神奈川県（富田・藤田） | 秋田県（加藤・加賀谷） | 岩手県（高橋・齋藤） | 高知県（山本・松井） | 愛知県（大山・田中） | 兵庫県（永見・中井） | 栃木県（芝田・安間）   | 千葉県（野村・白石）   |
| 2007年 秋田わか杉国体       | 宮城県・秋田県 | 山口県・長崎県         | 秋田県（藤田・伊藤）   | 秋田県（加賀谷・吉田） | 岡山県（高瀬・森谷） | 鳥取県（松浦・藤田） | 千葉県（茂垣・渡辺） | 宮城県（尾川・簾内） | 栃木県（安間・松本）   | 山口県（坂本・波多野） |

| 年度＼種目                     | 天皇杯 | 皇后杯 | リード               | リード                 | リード                 | リード               | ボルダリング         | ボルダリング         | ボルダリング           | ボルダリング         |
| ------------------------------ | ------ | ------ | -------------------- | ---------------------- | ---------------------- | -------------------- | -------------------- | -------------------- | ---------------------- | -------------------- |
| 年度＼種目                     | 天皇杯 | 皇后杯 | 成年男子             | 成年女子               | 少年男子               | 少年女子             | 成年男子             | 成年女子             | 少年男子               | 少年女子             |
| 2008年 チャレンジ!おおいた国体 | 宮城県 | 茨城県 | 宮城県（松島・堀）   | 茨城県（野口・池田）   | 佐賀県（尾崎・樋口）   | 富山県（嶋田・内山） | 宮城県（松島・堀）   | 茨城県（野口・池田） | 神奈川県（新田・山内） | 山口県（重永・大田） |
| 2009年 トキめき新潟国体        | 千葉県 | 茨城県 | 栃木県（安間・芝田） | 大阪府（中貝・梶山）   | 岩手県（藤原・三上）   | 山口県（大田・小田） | 宮城県（松島・堀）   | 茨城県（野口・池田） | 長野県（中嶋・中嶋）   | 山口県（大田・小田） |
| 2010年 ゆめ半島千葉国体        | 千葉県 | 千葉県 | 宮城県（松島・堀）   | 神奈川県（遠藤・佐藤） | 千葉県（羽鎌田・村井） | 山口県（大田・小田） | 栃木県（安間・芝田） | 北海道（萩原・坂本） | 千葉県（羽鎌田・村井） | 山口県（大田・小田） |
| 2011年 おいでませ！山口国体    | 千葉県 | 山口県 | 千葉県（伊東・渡辺） | 兵庫県（米倉・中井）   | 千葉県（村井・島谷）   | 山口県（小田・山縣） | 北海道（國谷・杉本） | 北海道（坂本・萩原） | 千葉県（村井・島谷）   | 山口県（小田・山縣） |